# フォード・GT マークIV
フォード・GT マークIV(FORD GT MarkIV)は、アメリカのフォード・モーターが開発、製造したレース専用車両。
前身のGT マークIIが1966年のル・マン24時間レースで総合優勝した後、翌年のル・マン連覇だけを前提に開発されたという特殊な経緯をもつ。

## 開発までの前史
1966年1月から発効されるFIAの新レギュレーションに適合させるため、新型マシンの開発が1965年9月よりカー・クラフトで始められた。新レギュレーションの中の「J項」に合致したマシンということで、新型マシンはJカー（JCar）と呼ばれるようになった。Jカーは基本的にマークIIの主要部品を流用することが決まっていたため、主に空力面と軽量化に力が注がれた。さらに、1965 - 1966年に大幅に実力を伸ばしたシャパラル・カーズの影響もあり、オートマチックトランスミッションの採用も開発条項に入っていた。
軽量化のため、Jカーはシャーシをアルミニウム製とした。これにより、計算上は135kgの軽量化が可能とされた。製作は航空機産業のブランズウィック・コーポレーションが担当した。もう一つの命題であった空力面は1966年の新レギュレーションに適合させるべく、ウインドシールドをマークIIよりも幅を狭く、さらに湾曲の強い形状とした。こちらはシャーシ完成より一足早くクレイモデルにカラーリングを施し、1965年末にプレス発表された。そのボディスタイルは特徴的なノーズとボディ後部がフラットな形状だったため「マンタ」と揶揄された。

### J-1
1966年3月、第1号車となるJ-1が完成した。フォード本社のディアボーンのテストコースでシェイクダウンが行われた後にシェルビー・アメリカンへ送られ、本格的なテストが始まった。J-1は1か月のテストの後、1966年4月に行われたル・マンのテストデイに参加した。主に走行データ採取が優先されたテストではあったが、前年にマークIIが出した予選タイムには及ばず、さらには同じテストデイに参加していたマークIIよりもラップタイムが遅かったため、新型車としての面目が立たなかった。その後のテストでもマークIIより優位性を証明できなかったため、ル・マンまでのレースには従来通りマークIIが使われることになり、Jカーの開発は一時中断されてしまった。
その後、フォードが1966年のル・マンを制すると、フォードはこの優勝がまぐれでないことを証明するべく翌1967年のル・マンに再度挑戦することを発表し、同年8月よりJカーの開発を再開した。この年でマークIIは実質3シーズンを超え、性能低下が懸念されていた。ライバルチーム（特にスクーデリア・フェラーリ）が投入してくるであろう1967年用のニューマシンに対し、マークIIの改良では間に合わないと考えたフォード首脳陣はJカーの開発を急いだ。

#### J-2
Jカーのアップデートプログラムの一環として、フォードでは1966年から北米大陸各地で行われることになったグループ7（2シーターレーシングカー）によるカナディアン-アメリカン・チャレンジカップ（Can-Am）へ参加する計画を立てた。耐久レースでないCan-Amでは夜間走行用の装備は必要ないため、ヘッドライトの撤去やボディ周りの変更などを施したJ-2を開発し、リバーサイドサーキットでのテストに入ったが、8月17日にシェルビー・アメリカンのケン・マイルズがテスト走行中に突然マシンコントロールを失ってクラッシュし炎上、ケンが死亡するという惨事となった（事故の原因は不明）。この事故でJカーは再び開発中断を余儀なくされ、マークIIを改良して1967年シーズンに投入することとなった。この仕様が1967年型のマークIIBとなる。

### J-4
Jカーは1966年11月から開発が再開され、最大の課題とされた空力面の改善に全力が注がれた。前面投影面積が大きかった形状は改められ、車体は前後に大きく伸ばされ、ノーズは低く長く、リアセクションは滑らかに後端につながる形状とされた。この新しいボディは新型マシンのJ-4に架装され、テストが繰り返された。その過程でJ-4はマークIIよりも速い215.8 mph（347.2 km/h）の最高速を記録し、高速安定性も大幅に向上した。
1967年の初戦はデイトナ24時間レースであったが、前年と違いテストに時間をかけて挑んできたフェラーリ・330P4の前にマークIIBでは歯が立たず、加えてミッションのメインシャフトの熱処理を誤り、強度不足の不良品がすべてのマークIIに組み込まれていたため、全車が完走できずリタイアという事態に陥ってしまった。これを受け、フォード首脳部はJ-4を第2戦のセブリング12時間レースから実戦投入することを決定し、この時点からJ-4はフォード・GT マークIVと呼ばれるようになった。

### J-3
Jカー第3弾となる予定のJ-3であったが、製作中に前述のJ-2の事故が発生した。これを受けてJ-3も事故調査の対象となったために製作が一時ストップし、最終的な完成は1966年10月にずれ込んだ。
完成後はリバーサイドやデイトナでテストを繰り返していたが、後にJ-4と同様のボディに載せ替えられ、J-3もフォードGT マークIVとして1967年ル・マンのテストデイから実戦投入されることになった。

## レース活動
J-4より改装されたマークIVは、1967年3月末に開催されたセブリング12時間レースで実戦デビューした。直接のライバルである330P4は不参加であったため、ライバルはシャパラルおよびこのレースよりデビューしたアルファロメオ・ティーポ33であった。予選でJ-4はポールポジションを獲得し、決勝ではシャパラルが前半をリードするもミッショントラブルでリタイアしたため、マークIVがデビューウィンを飾った。
セブリングの1週間後、当時恒例であったル・マンのテストデイが開催された。フォードはJ-3を改装したマークIV（カラーリングはセブリング戦と同じ）とマークIIのそれぞれ1台を投入してテストに臨んだ。J-3には計測機器を搭載し、タイムより走行データの収集を優先した。このテストデイ以降、マークIVはレースに出場することなく、ル・マンの決勝に向けてテストを繰り返した。
なお、J-4およびJ-3はテストデイを最後に役目を終えて売却され、ル・マンには新たに製作されたJ-5からJ-8の4台が投入されることになった。新造された4台は、JカーベースのマークIVよりシャーシ剛性を強化するなど改良が加えられていた。

### 1967年のル・マン24時間レース

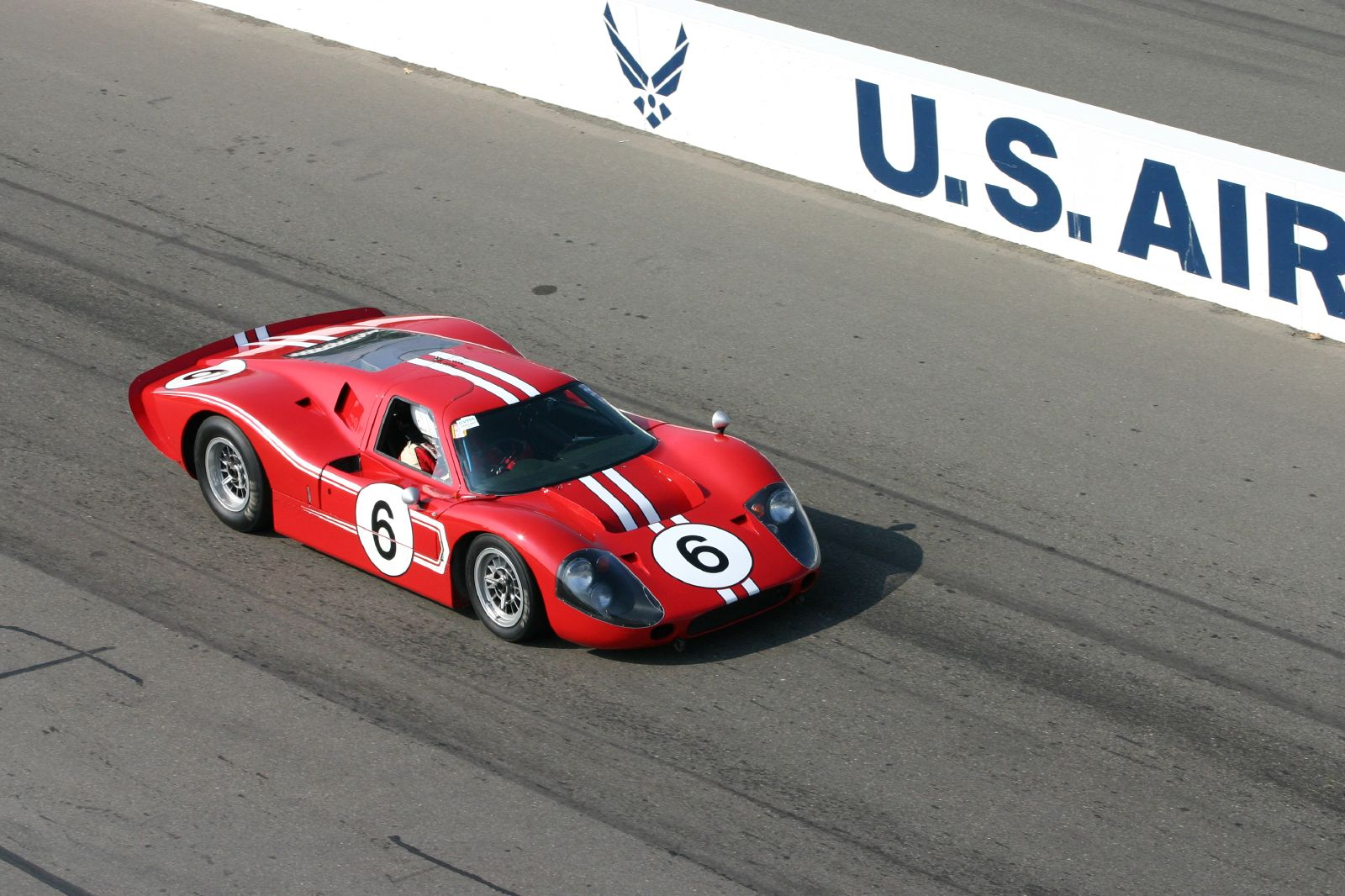

1967年のル・マン24時間レースには、シェルビー・アメリカンから2台のマークIVと1台のマークIIB、ホルマン・ムーディからも2台のマークIVと1台のマークIIB、フォード・フランスからマークIIBが1台の計7台がエントリーした。対するライバルのフェラーリからは330P4が4台、412Pが3台エントリーし、準備不足で3台しか揃わなかった前年とは比べ物にならない体制で挑んできた。
予選前の練習走行中、マークIVのフロントウィンドウにクラックが入るトラブルが続出し、ガラス自体の強度不良が判明したためすぐさまアメリカから対策部品が輸送され、事なきを得た。予選ではJ-6に乗るブルース・マクラーレンとシャパラルのフィル・ヒルがポールポジション争いを繰り広げ、マクラーレンがポールポジションを獲得した。その後方も2位のシャパラルを除いて3 - 6位をフォード勢が占め、1位のマークIVはフェラーリ勢よりラップタイムで4秒ほど上回っていた。
フォード勢のエントリーリストは以下の通りである。
シェルビー・アメリカン
- ゼッケン1：マークIV（ダン・ガーニー／A・J・フォイト） - J-5
- ゼッケン2：マークIV（ブルース・マクラーレン／マーク・ダナヒュー） - J-6
- ゼッケン57：マークIIB（ロジャー・バックナム／ポール・ホーキンス） - 1031

ホルマン・ムーディ
- ゼッケン3：マークIV（マリオ・アンドレッティ／ルシアン・ビアンキ） - J-7
- ゼッケン4：マークIV（ロイド・ルビー／デニス・ハルム） - J-8
- ゼッケン5：マークIIB（フランク・ガードナー／ロジャー・マクラスキー） - 1047

フォード・フランス
- ゼッケン6：マークIIB（ギ・リジェ／ジョー・シュレッサー） - 1015

本戦では「ラビット」と命じられていたマークIIBの1031が、16時のスタートから約1時間ほどハイペースで周回を重ねたが、その後トラブルで後退、以後J-5が首位をキープし周回を重ねた。
日付が変わって3時過ぎ、アンドレッティのJ-7がマシントラブルでコースアウト（リアのブレーキパッドを直前に交換しており、組み付け不良が原因とされている）後に土手で跳ね返りコースを塞いだ。これを避けようとしたマークIIBの1047がコースアウトしてクラッシュ、さらにコースを塞いだ2台を避けようとしたマークIIBの1015も避けきれずクラッシュし、一度に3台のフォード勢が消えるアクシデントとなった。
10時過ぎ、マークIIBの1031がエンジントラブルのためリタイア。さらにその直後、J-6が走行中にリアカウルが吹き飛んでしまうトラブルが発生する。こちらは次の周回にドライバーがカウルを回収し、ピットで修理の上で4位のままレースに復帰した。
終盤に入り、じりじりと順位を上げてきたフェラーリ勢であったが、首位のJ-5は大きなトラブルもなく終始安定した走りで1位のまま24時間を走り切り優勝を飾った。2位のフェラーリ・330P4とは5周差をつけての圧倒的な勝利であった。またル・マン史上初の5,000kmを超える距離を24時間で走行、さらには低燃費を競う熱効率指数部門でも1位を獲得するなど、大排気量にものを言わせた大出力エンジンによる勝利ではないことを示した。また、ユノディエールのストレートで記録した340.05 km/hという最高速度は、フェラーリよりも空力性能が優れていることをアピールした。
マークIVはル・マン以後のチャンピオンシップに参戦することなくシーズンを終えたため、1967年のチャンピオンシップはフェラーリとポルシェの間で争われ、最終戦のBOAC500マイルレースで2位に入賞したフェラーリチームが制した。
翌1968年以降、チャンピオンシップは生産義務のないプロトタイプカーは3リッターまで、生産義務のあるグループ4（スポーツカー）は5リッターまでとレギュレーションが変更されたため、マークIVはマークII、フェラーリ・330P4などとともに活躍の場を失い、ヨーロッパのサーキットから姿を消した。
一方、GTの量産型であるGT40は生産義務をクリアし、1968年から1969年にかけてグループ4のチャンピオンシップで活躍した。特に1075は、1968年と1969年のル・マン24時間を2年連続で制覇した「栄光のGT40」として世に知られている。